# Sydafrika i olympiska sommarspelen 1928
Sydafrika deltog med 24 deltagare vid de olympiska sommarspelen 1928 i Amsterdam. Totalt vann de en guldmedalj och två bronsmedaljer.

## Medalj

### Guld
- Sydney Atkinson - Friidrott, 110 meter häck.

### Brons
- Harry Isaacs - Boxning, bantamvikt.
- Marie Bedford, Freddie van der Goes, Rhoda Rennie och Kathleen Russell - Simning, 4 x 100 meter frisim.